# All games-all nations
All games-all nations (ang. wszystkie rozgrywki – wszystkie narody) – zasada obowiązująca na igrzyskach olimpijskich, postulowana przez Pierre'a de Coubertina. Uznaje ona równość sportowców wszystkich narodów, bez związku z położeniem geograficznym oraz ustrojem politycznym.